# Arend Voortman
Arend Jan Voortman (Gelselaar, n. 22 de setembro de 1930 - m. 2 de janeiro de 2012) foi um economista e político neerlandês.
Foi, entre 1971 e 1981, o membro do parlamento pelo Partido Trabalhista e também foi, entre outros porta-vozes para a agricultura e ciência política.